# 손보미 (기업인)
손보미(孫甫美)는 대한민국의 기업인 겸 작가로, 주식회사 스타씨드의 창업자이자 대표이사이다. 서울대학교 재학 시절에는 25개국을 여행하고, 6개국에서 봉사활동에 참여하는 등 다양한 경험을 통해 마케팅 분야에 대한 꿈을 키웠다. 졸업 이후로는 글로벌 기업인 존슨앤존슨(Johnson& Johnson)의 마케터로 첫 사회생활을 시작했고, 2013년 소녀시대 아트 컬래버레이션 행사를 주최하여 네이버 지식백과 교양영어사전에 소개되기도 했다. 이후로 다양한 경력을 쌓아 2022년 기술 특허 기반 글로벌 PR SaaS & AI Agent 서비스 '퓰리처 AI https://pulitzer.ai' 를 개발 운영하는 스타트업 스타씨드(Starseed)를 설립했다. 또한, 재테크, 투자, 자기계발, 스타트업 창업 및 사업과 같은 실용적인 내용부터 대중문화, 인문학 등의 철학적인 주제를 다루는 유튜브를 운영하며 인플루언서로도 활동중이다.

## 경력
- 스타씨드 대표이사 (2022~)
- 콰라소프트 경영고문 (2020~2021)
- 콰라소프트 대표이사 (2017~2020)
- 핀다 마케팅 이사 (2016~2017)
- 대한적십자사 헌혈홍보자문위원회 위원 (2013~2017)
- 프로젝트AA 대표 (2013~2016)
- 한국존슨앤드존슨 마케터 (2010~2013)
- 한국MSD 마케터 (2010)
- 한국화이자제약 마케터 (2009)

## 수상
- 대한상공회의소 여성기업위원 (2025)
- 스타씨드, '퓰리처 AI'로 제 26회 여성창업경진대회 이사장상 (2025)
- 핀테크 매거진 세계 100대 여성 핀테크 리더 (2021)[2]
- 래티스80 세계 100대 여성 핀테크 리더 (2019)[3]
- 래티스80 세계 100대 여성 핀테크 리더 (2018)
- 세계경제포럼 20대 리더 글로벌 쉐이퍼 (2012)[4]

## 저서
- 뉴욕 아티스트 New York Artists (2014.02.21. 북노마드)[5]
- 세상에서 가장 이기적인 봉사여행 (2011.07.20. 쌤앤파커스)[6]

## 보도 자료
- World Economic Forum Interview[4]
- Top 100 Women in FinTech 2021[2]
- Starseed’s Pulitzer AI, An Innovative Global PR SaaS Service based on Generative AI, Redefines Publicity Dynamics[7]
- [투데이 窓]AI와 함께하는 창의적 여유, 예술과 인간의 재발견[8]
- [인터뷰] 손보미 스타씨드 대표 "'퓰리쳐AI', PR글쓰기 넘어 전문 글쓰기 지원 플랫폼 도약 목표"[9]
- [인터뷰] 손보미 스타씨드 대표 “생성형 AI 기반 글로벌 SaaS 서비스로 PR 분야의 새로운 혁신을 만드는 중입니다”[10]
- [AI혁명](122)스타씨드, AI로 최적 홍보 전략 도출…"언론·마케팅 접근 기회 제공"[11]
- 매거진 쎄씨 인터뷰 - 손보미 스타씨드 대표[12]
- 손보미 콰라소프트 공동대표, 100대 세계 여성 핀테크 리더로 선정[3]
- 저서 '뉴욕 아티스트' 관련 인터뷰[13]
- 금융 스타트업들 “규제해소 도와달라” 요청에 ‘정쟁' 핑계 댄 국회[14]